# Hans Reusch

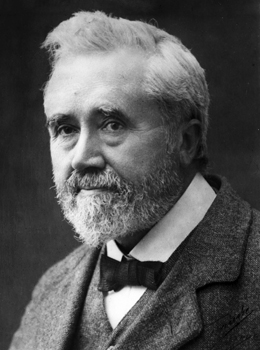
Hans Henrik Reusch

Hans Henrik Reusch (* 5. September 1852 in Bergen; † 27. Oktober 1922 in Hvalstad, Asker) war ein norwegischer Geologe.

## Leben
Reusch studierte Geologie in Heidelberg, Leipzig und Oslo mit den Abschlüssen Kandidat 1875 und Promotion 1883. Er war in Oslo Schüler von Theodor Kjerulf. In den 1870er Jahren veröffentlichte er Arbeiten mit seinem damaligen Kommilitonen Waldemar Christofer Brøgger über Apatit-Vorkommen und Gletschertöpfe in der Region Oslo. Auch später arbeitete er viel mit Brøgger zusammen. Ab 1882 bis 1885 war er Assistent am Mineralienkabinett der Universität und dann Universitätsstipendiat. 1888 wurde er Leiter der geologischen Landesaufnahme Norwegens (Norges geologiske undersøkelse). Er unterrichtete auch zeitweise als Dozent für Physische Geographie an der Universität in Oslo (1902 bis 1905 und ab 1909) und war 1896/97 Gastwissenschaftler an der Harvard University. Er starb bei einem Eisenbahnunglück.
Sein Spezialgebiet war die Geologie von Vestlandet. Er fand die ersten Fossilien des Silur in den stark metamorphen Schiefern südlich von Bergen.
1877 und 1880 war er erster Herausgeber der Zeitschrift Naturen, die er mit gegründet hatte, und er gab die Schriftenreihe Norges geologiske undersøkelse (ab 1890) heraus. 1905 erhielt er die Lyell-Medaille und 1907 wurde er Ehrendoktor der Universität Oxford.
Die norwegische geologische Gesellschaft verleiht ihm zu Ehren seit 1926 die Reusch Medaille. Reusch gründete mit seiner Frau eine Stiftung zur Förderung der Geologie und Geographie in Norwegen. Ihm zu Ehren benannt ist der Reusch-Gletscher in der Antarktis.
Er war mit der Malerin Helga Marie Ring Reusch (1865–1944) verheiratet, einer Schülerin von Puvis de Chavannes und Erik Werenskiold.

## Schriften
- Norges Geologi, Norges geologiske undersøkelse, Band 50, 1910, später bearbeitet und herausgegeben von Anton Mohr und Werner Werenskiold
- Silurfossiler og pressede konglomorater i Bergensskifrene, 1882 (erste Beschreibung von Fossilien des Silur in Norwegen)
- Bömmelöen og Karmöen med omgivelser geologisk beskrevne, 1888
- Det nordlige Norges geologi 1891 (erste Beschreibung des paläozoischen Konglomerats von Varanger)
- Volk og natur i Finmarken 1895
- Geografi for Middelskolen, 1905
- Landjordens fysiske geografi